# Wovoka
Wovoka, también conocido como Jack Wilson (Smith Valley, cerca de Carson City, Nevada, 1858-Reserva Walker River, 1932) fue un chamán y líder religioso paiute, hijo de Tävibo. Influido por mormones y cuáqueros, en 1880 tuvo visiones después de un eclipse de sol, sobre la victoria final de los amerindios sobre los blancos, que inspiraron el movimiento milenarista de la Danza de los espíritus. Aunque él nunca abandonó Nevada, la profecía se extendió rápidamente de boca en boca entre las comunidades nativas e importantes dirigentes cheyenne y sioux como Toro sentado y Oso Pateador se unieron a ella, pero tras los acontecimientos de Wounded Knee en 1891, cuando un grupo de sioux miniconjou fue masacrado por soldados estadounidenses, a pesar de llevar camisas espirituales que supuestamente les protegían de las balas, el movimiento se disolvió. Wovoka murió en el anonimato en la reserva de Walker River.